# Hypogastrura viatica
Hypogastrura viatica är en urinsektsart som först beskrevs av Tycho Fredrik Hugo Tullberg 1872.  Hypogastrura viatica ingår i släktet Hypogastrura och familjen Hypogastruridae. Arten är reproducerande i Sverige. Inga underarter finns listade i Catalogue of Life.